# Hotel Kaiserhof (Düren)

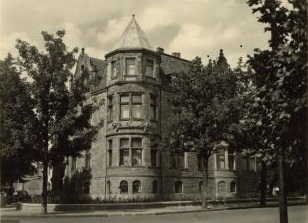
Hotel Kaiserhof nach 1945, mit vereinfachtem Turmhelm und ohne Einfriedung

Das Hotel Kaiserhof war ein 1902 als großbürgerliches Wohnhaus errichtetes, erst später als Hotel genutztes Gebäude in Düren, Nordrhein-Westfalen, auf dem Eckgrundstück Schillerstraße / Goethestraße.
Das Wohnhaus wurde als dritte Villa in diesem neu aufgeschlossenen Baugebiet 1902 für den Unternehmer Eduard Hinsberg (1857–1917) erbaut, der ein Schwiegersohn von Christian Ivo Heimbach und dadurch Teilhaber der Firma Thomas Josef Heimbach war.
Das Haus war zweigeschossig über einem hohen Sockel und hatte an der Straßenecke einen dreigeschossigen, turmartigen runden Standerker, der ursprünglich mit einem polygonalen geschweiften Helm abschloss, der nach Kriegsschäden als einfaches Zeltdach erneuert wurde. Die beiden Straßenfassaden waren asymmetrisch gegliedert und trugen im Dachgeschoss Zwerchgiebel – an der Schillerstraße mittig, an der Goethestraße über der rechten Achse. Der Eingang lag an der Schillerstraße, das Haus war ursprünglich mit einem hohen schmiedeeisernem Gitterzaun eingefriedet. Die Architektur des Hauses lässt sich stilistisch in die Neorenaissance einordnen.
Beim Luftangriff vom 16. November 1944 wurde die Villa beschädigt, aber umgehend durch den Viehhändler Ludwig Kann instand gesetzt, der das Gebäude gekauft hatte und es zum Hotel umbauen ließ. Nach dem Tod Kanns 1951 bei einem Unfall ersteigerte die Hotelierfamilie Fischer das Haus und nannte es Hotel Kaiserhof. 1957 erwarb Karl Kreutzer die Immobilie, die er nach wenigen Monaten an das Ehepaar Schröder übergab, seine Nichte und deren Mann. Unter der Regie der Schröders und nach Um- und Ausbauten wurde das Hotel die „gute Stube“ der Stadt Düren.
1974 wurde das Haus aufgrund nicht mehr erfüllbarer Brandschutzauflagen geschlossen und im März 1977 abgerissen. An seiner Stelle befindet sich ein Neubau des Finanzamts Düren. Zwei Schlusssteine des alten Gebäudes wurden in diesen Neubau integriert und sind deshalb heute noch zu sehen, einer mit den ineinander verschlungenen Initialen des Bauherrn „EH“, einer mit der Datierung „AD 1902“.